# Японски ориз
Японският ориз (Oryza sativa var. japonica) е дребнозърнеста вариация на ориза, която е характеризирана с уникалното си качество. Има и подвид, наречен mochigome (залепящ се ориз), който се използва за правене на mochi. По начало оризът е кафяв, който по-късно може да бъде полиран от машина, в който случай се продава като готов бял ориз hamukai. Кълнещият кафяв ориз също така и се продава в по-малки количества. Той има по-мека повърхност от кафявия ориз и приятно ухание, както и запазва здравословните предимства на кафявия ориз. Повечето супермаркети в Япония продават готов ориз по 10 кг, 5 кг, и по-малки опаковки. Кафявият ориз обикновено се продава по 30 кг.
Места, оборудвани с полираща машина, наречено seimaijo, за полиране на кафяв ориз, са често срещана гледка в селските краища на Япония.

## Култивация
Ориз се култивира из цяла Япония. В Хокайдо, най-северния остров на Япония, се отглеждат по-тежки видове. В Хоншу се отглеждат видове като koshihikari. Култивацията е високо машинизирана и почти цялото сеене и жътва се прави от машини.
Оризовите зърна първо се топят във вода, после се засяват под покривка, а след това навън, след като са достатъчно големи.
Оризови полета покриват много от хълмовете в Япония. Фермите са ограничени, защото голяма част от страната е планинска.

## Употреба
Японците ядат ориз по няколко начина – обикновен ориз, готвен ориз, или често с добавки. Често се използва и за суши.
Оризът също се използва за направа на алкохолни питиета (като саке, оцет от ориз) или различни видове леки закуски.

## Начин на приготвяне
Повечето японци използват машини за готвене на ориз, в които се поставя точно определено количество измит ориз и вода. Оризът първо се измива, за да се премахнат излишните боклуци. После, преди да бъде сготвен, обикновено се накисва във вода за половин-един час през лятото или два часа през зимата. После оризът се сварява, а след това седи на пара, докато центърът на ориза не стане мек. Не се добавя сол.
Традиционно, оризът е добавка към всяко едно ядене в Япония; повечето модерни машини за готвене на ориз имат таймер, за да може оризът да е готов за сутрешно ядене. Машината може да поддържа ориза топъл за няколко часа за да не се налага да се приготвя по няколко пъти на ден. Готовият ориз се поднася в специални купички chawan. След готвенето оризът може да бъде държан и в дървена кутия, наречена ohitsu.